# Chrystyna-Zorjana Demko
Chrystyna-Zorjana Rostyslavivna Demko (in ucraino Христина-Зоряна Ростиславівна Демко?; 23 giugno 1998) è una lottatrice ucraina, specializzata nella lotta libera.

## Palmarès
- Europei

Varsavia 2021: bronzo nei 55 kg.